# Львівська обласна рада депутатів трудящих VIII скликання
Львівська обласна рада депутатів трудящих восьмого скликання — представничий орган Львівської області у 1961—1963 роках.
Нижче наведено список депутатів Львівської обласної ради 8-го скликання, обраних 5 березня 1961 року в загальних та особливих округах. Всього до Львівської обласної ради 8-го скликання було обрано 200 депутатів.
| Прізвище, ім'я, по-батькові           | Місто чи район           | Виборчий округ               | Посада | Примітки                               |
| ------------------------------------- | ------------------------ | ---------------------------- | --- | -------------------------------------- |
| Ангелов В'ячеслав Іванович            | Радехівський район       | Радехівський № 93            | начальник Львівського обласного управління внутрішніх справ                                                                        |                                        |
| Андреїшин Михайло Олексійович         | Самбірський район        | Садковицький № 104           | тракторист колгоспу імені Богдана Хмельницького села Містковичі Самбірського р-ну                                                  |                                        |
| Баб'як Дарія Іванівна                 | місто Львів              | Ленінський № 166             | бригадир в'язального цеху Львівської панчішної фабрики                                                                             |                                        |
| Бадзюк Олександр Іванович             | Городоцький район        | Великолюбінський № 20        | голова Городоцького райвиконкому                                                                                                   |                                        |
| Батраков Григорій Кузьмич             | Дрогобицький район       | Меденицький № 27             | начальник Львівського міжобласного управління професійно-технічної освіти                                                          |                                        |
| Береза Марія Іванівна                 | Сколівський район        | Тухольківський № 110         | доярка Жупанівського відділка підсобного господарства Славського лісгоспзагу села Жупани Сколівського р-ну                         |                                        |
| Бичков Павло Олексійович              | Старосамбірський район   | Головецьківський № 116       | голова правління Львівського облміжколгоспбуду                                                                                     |                                        |
| Бишко Тетяна Степанівна               | Пустомитівський район    | Водянський № 85              | ланкова колгоспу імені Ілліча села Водяне Пустомитівського р-ну                                                                    |                                        |
| Білецька Олена Степанівна             | Добромильський район     | Нижанковицький № 24          | ланкова колгоспу імені Шевченка селища Нижанковичі Добромильського р-ну                                                            |                                        |
| Білокурий Михайло Степанович          | Нестеровський район      | Підлісненський № 70          | тракторист колгоспу імені Сталіна Нестеровського р-ну                                                                              |                                        |
| Богданович Григорій Йосипович         | Буський район            | Буський № 12                 | начальник управління Львівської залізниці                                                                                          |                                        |
| Богоніс Григорій Іванович             | Рудківський район        | Чайковицький № 100           | голова колгоспу «Прогрес» села Чайковичі Рудківського р-ну                                                                         |                                        |
| Бондар Іван Климович                  | Забузький район          | Гірницький № 40              | бригадир бригади очисного вибою дільниці№ 1 шахти № 3 «Великомостівська»                                                           |                                        |
| Бондарчук Спиридон Лазарович          | Яворівський район        | Яворівський № 135            | начальник Львівського обласного управління місцевої промисловості                                                                  |                                        |
| Бульбах Юлія Василівна                | Самбірський район        | Дублянський № 101            | доярка колгоспу імені Леніна Самбірського р-ну                                                                                     |                                        |
| Варивода Віра Григорівна              | Івано-Франківський район | Рясненський № 47             | бригадир рільничої бригади № 6 колгоспу імені 40-річчя Жовтня села Домажир Івано-Франківського р-ну                                |                                        |
| Вархол Катерина Іванівна              | Самбірський район        | Бісковицький № 102           | завідувачка ферми колгоспу імені Івана Франка села Бісковичі Самбірського р-ну                                                     |                                        |
| Ващук Марія Григорівна                | місто Львів              | Шевченківський № 174         | бригадир швейної фабрики Львівського облмісцевпрому                                                                                |                                        |
| Верес Розалія Іванівна                | Жидачівський район       | Вільховецький № 35           | доярка колгоспу імені Леніна села Заріччя Жидачівського р-ну                                                                       |                                        |
| Виграновська Станіслава Станіславівна | Буський район            | Милятинський № 13            | доярка колгоспу «Зоря» Буського р-ну                                                                                               |                                        |
| Власенко Олександр Васильович         | Добромильський район     | Хирівський № 23              | начальник Львівського обласного управління сільського господарства                                                                 |                                        |
| Вовнянко Іванна Іванівна              | місто Золочів            | Золочівський № 188           | робітниця Золочівської швейної фабрики                                                                                             |                                        |
| Вовчанський Юрій Васильович           | Бориславський район      | Новокропивницький № 6        | голова Новокропивницької сільської ради Бориславського р-ну                                                                        |                                        |
| Возняк Іван Іванович                  | місто Львів              | Шевченківський № 172         | майстер аварійної служби тресту «Львівгаз»                                                                                         |                                        |
| Вороний Йосип Іванович                | місто Стрий              | Стрийський № 193             | машиніст паровозного депо станції Стрий Львівської залізниці                                                                       |                                        |
| Воскобійник Таїсія Петрівна           | місто Львів              | Ленінський № 160             | завідувачка навчальної частини середньої школи № 4 міста Львова                                                                    |                                        |
| Гавдерчак Стефанія Іванівна           | місто Дрогобич           | Дрогобицький № 186           | майстер Дрогобицької швейної фабрики                                                                                               |                                        |
| Гавришків Стефанія Петрівна           | Олеський район           | Сасівський № 78              | ланкова колгоспу імені Сталіна Олеського р-ну                                                                                      |                                        |
| Ганкевич Ганна Василівна              | місто Львів              | Залізничний № 146            | машиніст тістомісильної машини Львівського хлібокомбінату                                                                          |                                        |
| Гарбера Петро Тимофійович             | Старосамбірський район   | Скелівський № 117            | бригадир тракторної бригади колгоспу імені Шевченка села Сусідовичі Старосамбірського р-ну                                         |                                        |
| Гелета Марія Семенівна                | Мостиський район         | Тщенецький № 64              | доярка колгоспу «Радянський прикордонник» села Шегині Мостиського р-ну                                                             |                                        |
| Гембусь Марія Іванівна                | Дрогобицький район       | Гаївський № 30               | ланкова колгоспу імені Енгельса села Нижні Гаї Дрогобицького р-ну                                                                  |                                        |
| Гимон Микола Іванович                 | Ходорівський район       | Ходорівський № 131           | турбініст Ходорівського цукрового комбінату                                                                                        |                                        |
| Гірний Йосип Іванович                 | Бродівський район        | Пеняківський № 11            | голова Бродівського райвиконкому                                                                                                   |                                        |
| Гнатів Степан Дмитрович               | Глинянський район        | Словітський № 18             | тракторист колгоспу імені 17 Вересня села Словіта Глинянського р-ну                                                                |                                        |
| Гнатович Михайло Іванович             | місто Стрий              | Стрийський № 192             | газорізальник Стрийського вагоноремонтного заводу                                                                                  |                                        |
| Гнидюк Микола Якимович                | Сокальський район        | Правдівський № 113           | 1-й секретар Сокальського райкому КПУ                                                                                              |                                        |
| Гонтаренко Василь Іванович            | Кам'янсько-Бузький район | Кам'янсько-Бузький № 49      | голова Кам'янсько-Бузького райвиконкому                                                                                            |                                        |
| Горбач Роман Іванович                 | Радехівський район       | Вузлівський № 94             | голова Радехівського райвиконкому                                                                                                  |                                        |
| Горяч Катерина Володимирівна          | Стрийський район         | Дідушицький № 121            | головний зоотехнік Стрийської районної сільськогосподарської інспекції                                                             |                                        |
| Грабова Ольга Корнилівна              | Радехівський район       | Нововитківський № 95         | свинарка колгоспу «Дружба» села Забава Радехівського р-ну                                                                          |                                        |
| Грабовський Мирослав Васильович       | місто Львів              | Залізничний № 151            | слюсар інструментального цеху заводу «Львівсільмаш»                                                                                |                                        |
| Грозовський Іван Миколайович          | місто Борислав           | Бориславський № 183          | слюсар цеху підземного ремонту свердловин 2-го нафтопромислу нафтопромислового управління «Бориславнафта»                          |                                        |
| Громов Георгій Васильович             |                          | особливий округ              | військовослужбовець, командувач 279-ї винищувальної авіаційної дивізії ПрикВО, генерал-майор авіації                               |                                        |
| Грушецький Богдан Станіславович       | Рудківський район        | Переможненський № 99         | бригадир тракторної бригади колгоспу «Нове життя» села Березець Рудківського р-ну                                                  |                                        |
| Грушецький Іван Самійлович            | Бродівський район        | Бродівський № 7              | 1-й секретар Львівського обкому КПУ                                                                                                | вибув із Львівської області            |
| Дармолинський Роман Володимирович     | Лопатинський район       | Миколаївський № 53           | бригадир рільничої бригади № 1 колгоспу «Шлях до комунізму» Лопатинського р-ну                                                     |                                        |
| Джугало Володимир Федорович           | Бориславський район      | Івано-Франківський № 4       | 1-й заступник голови Львівського облвиконкому                                                                                      |                                        |
| Дзяд Ганна Григорівна                 | Мостиський район         | Твіржівський № 63            | агроном колгоспу «Росія» села Твіржа Мостиського р-ну                                                                              |                                        |
| Дідух Стефанія Гнатівна               | Перемишлянський район    | Перемишлянський № 79         | доярка колгоспу «Вільна Україна» Перемишлянського р-ну                                                                             |                                        |
| Добрянський Олексій Діонізович        | місто Львів              | Ленінський № 162             | робітник Львівського ремонтно-механічного заводу                                                                                   |                                        |
| Добуш Анастасія Павлівна              | Городоцький район        | Родатичівський № 21          | свинарка колгоспу «Україна» села Родатичі Городоцького р-ну                                                                        |                                        |
| Дорошевич Марія Михайлівна            | Сколівський район        | Підгородецький № 108         | ланкова колгоспу імені Жданова села Підгородці Сколівського р-ну                                                                   |                                        |
| Дроб'язко Дарія Дмитрівна             | місто Львів              | Ленінський № 158             | письменниця |                                        |
| Друзь Іван Никифорович                | Миколаївський район      | Миколаївський № 54           | слюсар дробильного цеху Миколаївського цементного заводу                                                                           |                                        |
| Дусь Ольга Степанівна                 | Нестеровський район      | Добросинський № 67           | доярка колгоспу «Нове життя» села Добросин Нестеровського р-ну                                                                     |                                        |
| Завадка Йосип Федорович               | місто Львів              | Ленінський № 165             | начальник відділу кадрів будівельного тресту Львівської ради народного господарства                                                |                                        |
| Завербний Роман Максимович            | місто Львів              | Ленінський № 168             | заступник голови Львівського міськвиконкому; голова Львівського міськвиконкому                                                     |                                        |
| Закрой Георгій Гаврилович             | місто Дрогобич           | Дрогобицький № 185           | 1-й секретар Дрогобицького міськкому КПУ                                                                                           |                                        |
| Запоточний Володимир Йосипович        | місто Львів              | Шевченківський № 175         | шліфувальник Львівського інструментального заводу                                                                                  |                                        |
| Захаров Микола Іванович               |                          | особливий округ              | військовослужбовець |                                        |
| Іванников Іван Андрійович             | Миколаївський район      | Новороздольський № 55        | директор Роздольського сірчаного комбінату Миколаївського р-ну                                                                     |                                        |
| Іванченко Андрій Антонович            | Івано-Франківський район | Івано-Франківський № 46      | голова Івано-Франківського райвиконкому                                                                                            |                                        |
| Івашко Василь Михайлович              | Пустомитівський район    | Пустомитівський № 83         | бригадир випалювачів Пустомитівського заводоуправління вапнових заводів                                                            |                                        |
| Івонін Іван Павлович                  | місто Львів              | Шевченківський № 173         | голова Львівської ради народного господарства                                                                                      |                                        |
| Ігнатенко Євгенія Василівна           | місто Львів              | Залізничний № 154            | бригадир складального цеху Львівського інструментального заводу                                                                    |                                        |
| Ісаєвич Микола Михайлович             | Рава-Руський район       | Рава-Руський № 89            | лікар Рава-Руської районної лікарні                                                                                                |                                        |
| Калиниченко Іван Антонович            | місто Львів              | Залізничний № 142            | директор Львівського заводу «Львівсільмаш»                                                                                         |                                        |
| Калинович Володимир Іванович          | місто Львів              | Ленінський № 157             | декан юридичного факультету Львівського державного університету імені Івана Франка                                                 |                                        |
| Карпенко Георгій Володимирович        | місто Львів              | Ленінський № 159             | директор Інституту машинознавства і автоматики Академії наук УРСР                                                                  |                                        |
| Карпущенко Раїса Федорівна            | місто Львів              | Залізничний № 153            | водій тролейбуса Львівського трамвайно-тролейбусного управління                                                                    |                                        |
| Касюхнич Володимир Васильович         | Сколівський район        | Славський № 109              | голова Сколівського райвиконкому                                                                                                   |                                        |
| Керницька Осипа Йосипівна             | Забузький район          | Белзький № 37                | свинарка радгоспу «Шахтар» села Острів Забузького р-ну                                                                             |                                        |
| Кіях Ольга Миколаївна                 | місто Львів              | Шевченківський № 176         | робітниця Львівської взуттєвої фабрики № 3                                                                                         |                                        |
| Кливанець Марія Василівна             | Сокальський район        | Тартаківський № 114          | доярка колгоспу «Зоря комунізму» села Тартаків Сокальського р-ну                                                                   |                                        |
| Козачковський Доміан Іванович         | місто Львів              | Ленінський № 156             | артист Львівського театру імені Марії Заньковецької                                                                                |                                        |
| Козинець Олександра Прокопівна        | місто Борислав           | Бориславський № 181          | голова Бориславського міськвиконкому                                                                                               |                                        |
| Козицький Михайло Іванович            | Ходорівський район       | Новострілищанський № 132     | агроном колгоспу імені 30-річчя ВЛКСМ Ходорівського р-ну                                                                           |                                        |
| Колосова-Щербань Зоя Дмитрівна        | Стрийський район         | Дулібівський № 122           | головний лікар Стрийської районної лікарні                                                                                         |                                        |
| Кольбух Анастасія Михайлівна          | Рава-Руський район       | Немирівський № 91            | формувальниця кахлю Потелицького кахельного заводу села Потелич Рава-Руського р-ну                                                 |                                        |
| Костів Теофіль Ілліч                  | місто Дрогобич           | Дрогобицький № 187           | начальник бітумної установки Дрогобицького другого нафтопереробного заводу                                                         |                                        |
| Кошевський Петро Сидорович            | Новояричівський район    | Новояричівський № 71         | секретар Львівського обкому КПУ | вибув із Львівської області            |
| Кошик Марія Петрівна                  | Перемишлянський район    | Дунаївський № 81             | свинарка колгоспу імені Дзержинського села Дунаїв Перемишлянського р-ну                                                            |                                        |
| Крєпкий Костянтин Федотович           | Турківський район        | Завадківський № 129          | начальник Львівського обласного управління побутового обслуговування населення                                                     |                                        |
| Крип'якевич Іван Петрович             | місто Львів              | Шевченківський № 179         | директор Інституту суспільних наук Академії наук УРСР                                                                              |                                        |
| Крюков Микола Петрович                | Добромильський район     | Гусаківський № 25            | старший зоотехнік колгоспу імені Щорса села Поповичі Добромильського р-ну                                                          |                                        |
| Куваєв Дмитро Феофанович              |                          | особливий округ              | військовослужбовець |                                        |
| Кудлай Федір Іванович                 | місто Львів              | Залізничний № 152            | директор Львівського електролампового заводу                                                                                       |                                        |
| Кудрявцев Євген Михайлович            | Дрогобицький район       | Стебницький № 28             | директор Стебницького калійного комбінату                                                                                          |                                        |
| Кузьменко Микола Ілліч                | Глинянський район        | Андріївський № 17            | 1-й секретар Глинянського райкому КПУ                                                                                              |                                        |
| Куташ Марія Олександрівна             | місто Львів              | Ленінський № 164             | робітниця Львівського цегельного заводу № 7                                                                                        |                                        |
| Кухта Ярослава Петрівна               | Лопатинський район       | Лопатинський № 52            | ланкова колгоспу імені Богдана Хмельницького Лопатинського р-ну                                                                    |                                        |
| Кучко Катерина Іванівна               | Бориславський район      | Підбузький № 5               | свинарка колгоспу імені Леніна Бориславського р-ну                                                                                 |                                        |
| Кушнєрова Олександра Василівна        | Пустомитівський район    | Сокільницький № 87           | секретар Львівського облвиконкому                                                                                                  |                                        |
| Лаврушина Марія Павлівна              | місто Львів              | Залізничний № 150            | намотувальниця Львівського заводу телеграфної апаратури                                                                            |                                        |
| Левенець Ольга Павлівна               | Рудківський район        | Комарнівський № 97           | вчителька Комарнівської середньої школи Рудківського р-ну                                                                          |                                        |
| Левкут Теодор Семенович               | місто Львів              | Залізничний № 147            | секретар партійного бюро Львівського паровозо-вагоноремонтного заводу                                                              |                                        |
| Лемець Іван Олексійович               | Турківський район        | Яворівський № 130            | робітник Ясеницького лісництва Турківського лісгоспзагу села Ясениця Турківського р-ну                                             |                                        |
| Лило Марія Семенівна                  | місто Львів              | Шевченківський № 178         | мотальниця Львівської бавовнопрядильної фабрики                                                                                    |                                        |
| Лінник Зоя Архипівна                  | Нестеровський район      | Куликівський № 66            | голова Львівської обласної планової комісії                                                                                        |                                        |
| Ліпатова Парасковія Кіндратівна       | місто Львів              | Ленінський № 167             | доцент кафедри факультетської терапії Львівського медичного інституту                                                              |                                        |
| Лола Петро Мойсейович                 | місто Львів              | Шевченківський № 171         | слюсар Львівського заводу засобів механізації і автоматизації                                                                      |                                        |
| Луник Микола Павлович                 | Золочівський район       | Ясеновецький № 45            | голова правління Львівської облспоживспілки                                                                                        |                                        |
| Макара Катерина Михайлівна            | Турківський район        | Верхньовисоцький № 127       | бригадир рільничої бригади Кривківського відділка радгоспу «Боринський» села Кривка Турківського р-ну                              |                                        |
| Максим Василь Григорович              | Старосамбірський район   | Стрілківський № 119          | вчитель Стрілківської середньої школи Старосамбірського р-ну                                                                       |                                        |
| Максимович Микола Григорович          | місто Львів              | Залізничний № 149            | директор Львівського політехнічного інституту                                                                                      |                                        |
| Мамі Іділія Федорівна                 | Самбірський район        | Чукв'янський № 105           | зоотехнік колгоспу «Заповіт Ілліча» села Вільшаник Самбірського р-ну                                                               |                                        |
| Манастирський Роман Ярославович       | Турківський район        | Турківський № 125            | завідувач Львівського обласного відділу охорони здоров'я                                                                           |                                        |
| Манжура Любов Степанівна              | Забузький район          | Великомостівський № 38       | вчителька Великомостівської середньої школи Забузького р-ну                                                                        |                                        |
| Марич Микола Іллярійович              | Перемишлянський район    | Брюховицький № 80            | агроном колгоспу імені Сталіна Перемишлянського р-ну                                                                               |                                        |
| Марусенкова Любов Іванівна            | місто Львів              | Залізничний № 141            | голова Залізничного райвиконкому міста Львова                                                                                      |                                        |
| Масляк Михайло Васильович             | Старосамбірський район   | Старосамбірський № 115       | голова Старосамбірського райвиконкому                                                                                              |                                        |
| Маховська Ольга Федорівна             | Бібркський район         | Романівський № 3             | свинарка колгоспу імені Щорса села Романів Бібркського р-ну                                                                        |                                        |
| Мельничук Юрій Степанович             | місто Львів              | Ленінський № 155             | головний редактор журналу «Жовтень»                                                                                                |                                        |
| Меркулов Василь Іларіонович           | місто Стрий              | Стрийський № 194             | голова Стрийського міськвиконкому                                                                                                  |                                        |
| Михаличко Ольга Петрівна              | Новояричівський район    | Підберезецький № 75          | доярка Чижиківського відділка радгоспу «Винниківський» села Чижиків Новояричівського р-ну                                          |                                        |
| Михалок Володимир Марцелович          | Новояричівський район    | Верхньобілківський № 73      | агроном Чорнушовицького відділка № 2 радгоспу «Білківський» села Чорнушовичі Новояричівського р-ну                                 |                                        |
| Міштурак Ганна Федорівна              | Стрийський район         | Семигінівський № 123         | ланкова колгоспу імені Богдана Хмельницького Стрийського р-ну                                                                      |                                        |
| Мосейчук Герасим Федорович            | Глинянський район        | Куровичівський № 16          | начальник Львівського обласного управління торгівлі                                                                                |                                        |
| Москва Парасковія Степанівна          | Нестеровський район      | Новоскварявський № 69        | доярка колгоспу імені Шевченка села Сопошин Нестеровського р-ну                                                                    |                                        |
| Мусієвський Роман Андрійович          | Бібркський район         | Старосільський № 2           | 1-й секретар Львівського обкому ЛКСМУ                                                                                              |                                        |
| Нагачівська Анастасія Володимирівна   | Золочівський район       | Поморянський № 43            | свинарка колгоспу «Більшовик» села Бібщани Золочівського р-ну                                                                      |                                        |
| Нетименко Іван Іванович               | Олеський район           | Олеський № 76                | прокурор Львівської області |                                        |
| Ничкало Василь Іванович               | Яворівський район        | Краковецький № 136           | голова Калинівської сільської ради Яворівського р-ну                                                                               |                                        |
| Новак Ольга Данилівна                 | Глинянський район        | Глинянський № 15             | завідувачка ферми колгоспу імені Шевченка селища Глиняни Глинянського р-ну                                                         |                                        |
| Овсянко Петро Федорович               | місто Львів              | Ленінський № 163             | 1-й секретар Львівського міськкому КПУ                                                                                             | покінчив життя самогубством 15.01.1962 |
| Овчаренко Михайло Микитович           | Яворівський район        | Нагачівський № 139           | начальник статистичного управління Львівської області                                                                              |                                        |
| Окуліта Марія Томівна                 | Бродівський район        | Підкамінський № 10           | доярка колгоспу «Комуніст» села Суховоля Бродівського р-ну                                                                         |                                        |
| Оліщук Петро Григорович               | Сокальський район        | Сокальський № 111            | голова колгоспу імені Калініна села Ільковичі Сокальського р-ну                                                                    |                                        |
| Онацько Катерина Іванівна             | Яворівський район        | Верблянський № 137           | ланкова колгоспу «Дружба» села Вербляни Яворівського р-ну                                                                          |                                        |
| Онутчак Ольга Теодорівна              | місто Львів              | Шевченківський № 169         | інженер-хімік лабораторії Львівського механічного склозаводу                                                                       |                                        |
| Оприск Григорій Петрович              | Пустомитівський район    | Щирецький № 84               | агроном колгоспу «Україна» села Горбачі Пустомитівського р-ну                                                                      |                                        |
| Осадча Надія Петрівна                 | місто Львів              | Шевченківський № 180         | робітниця Львівського заводу «Теплоконтроль»                                                                                       |                                        |
| Осередчук Катерина Василівна          | Дрогобицький район       | Солонський № 32              | телятниця колгоспу імені Леніна села Солонське Дрогобицького р-ну                                                                  |                                        |
| Остап'як Роман Остапович              | місто Львів              | Ленінський № 161             | слюсар інструментального цеху Львівського автобусного заводу                                                                       |                                        |
| Павленко Григорій Каленикович         | Самбірський район        | Корналовицький № 103         | голова Самбірського райвиконкому                                                                                                   |                                        |
| Пагута Денис Федорович                | Бібркський район         | Бібркський № 1               | завідувач Свірзької дільничної лікарні Бібркського р-ну                                                                            |                                        |
| Пантарська Марія Василівна            | Буський район            | Чанизький № 14               | ланкова колгоспу «Вільна Україна» Буського р-ну                                                                                    |                                        |
| Паньків Ольга Тимофіївна              | Жидачівський район       | Подорожненський № 36         | ланкова колгоспу імені Чапаєва села Зарічне Жидачівського р-ну                                                                     |                                        |
| Паращак Ольга Северівна               | Дрогобицький район       | Грушівський № 31             | доярка колгоспу «Більшовик» села Ролів Дрогобицького р-ну                                                                          |                                        |
| Петруняк Любомир Юрійович             | місто Борислав           | Бориславський № 182          | оператор цеху № 5 Бориславського управління газолінових заводів                                                                    |                                        |
| Петрушко Владислав Іванович           | місто Стрий              | Стрийський № 191             | заступник голови Львівського облвиконкому                                                                                          |                                        |
| Пицюра Дмитро Іванович                | Миколаївський район      | Роздольський № 56            | голова Львівської обласної ради професійних спілок                                                                                 |                                        |
| Попелишко Катерина Омелянівна         | Мостиський район         | Пнікутський № 62             | вчителька Боляновицької восьмирічної школи Мостиського р-ну                                                                        |                                        |
| Попко Ганна Костянтинівна             | Городоцький район        | Городоцький № 19             | доярка колгоспу імені Шевченка міста Городок Городоцького р-ну                                                                     |                                        |
| Попов Тимофій Федорович               | Рава-Руський район       | Гійченський № 92             | голова Рава-Руського райвиконкому                                                                                                  |                                        |
| Провалов Костянтин Іванович           |                          | особливий округ              | військовослужбовець, 1-й заступник командувача військ і член Військової ради Прикарпатського військового округу, генерал-лейтенант |                                        |
| Ревва Валентин Павлович               | Ходорівський район       | Вибранівський № 134          | 1-й секретар Ходорівського райкому КПУ                                                                                             |                                        |
| Романів Роман Юрійович                | Турківський район        | Вовченський № 128            | лікар Турківської районної лікарні                                                                                                 |                                        |
| Руденко Василь Іванович               | Сколівський район        | Нижньосиньовидненський № 107 | редактор газети «Львовская правда»                                                                                                 |                                        |
| Рудик Степан Іларіонович              | Рудківський район        | Рудківський № 96             | голова Львівського обласного суду                                                                                                  |                                        |
| Рудницький Володимир Ілліч            | Жидачівський район       | Жидачівський № 33            | сіточник Жидачівського картонно-паперового комбінату                                                                               |                                        |
| Рудь Євгенія Петрівна                 | місто Львів              | Шевченківський № 177         | старший майстер Львівської швейної фабрики № 1                                                                                     |                                        |
| Руський Іван Михайлович               | Новояричівський район    | Банюнинський № 72            | голова колгоспу імені ХХ з'їзду КПРС села Банюнин Новояричівського р-ну                                                            |                                        |
| Сабан Ольга Іванівна                  | Рава-Руський район       | Магерівський № 90            | ланкова колгоспу імені 17 Вересня села Замок Рава-Руського р-ну                                                                    |                                        |
| Секаржинська Ксенія Іванівна          | місто Львів              | Залізничний № 145            | мідник Львівського заводу автонавантажувачів                                                                                       |                                        |
| Середа Іван Матвійович                | Мостиський район         | Мостиський № 59              | 1-й секретар Мостиського райкому КПУ                                                                                               |                                        |
| Середницький Іван Григорович          | Нестеровський район      | Нестеровський № 65           | видувальник скловиробів склозаводу «Червона зоря» Нестеровського р-ну                                                              |                                        |
| Сидорак Тетяна Олексіївна             | Миколаївський район      | Гірський № 58                | ланкова колгоспу імені Щорса села Колодруби Миколаївського р-ну                                                                    |                                        |
| Сидоров Георгій Захарович             | Миколаївський район      | Верхньодорожненський № 57    | голова Миколаївського райвиконкому                                                                                                 |                                        |
| Скороход Іван Кузьмич                 | Мостиський район         | Крукеницький № 61            | завідувач Львівського обласного фінансового відділу                                                                                |                                        |
| Слюсаренко Віталій Андрійович         | Забузький район          | Соснівський № 41             | секретар Львівського обкому КПУ |                                        |
| Смирнов Леонід Васильович             | місто Трускавець         | Трускавецький № 195          | голова Трускавецького міськвиконкому                                                                                               |                                        |
| Смук Марія Йосафатівна                | Мостиський район         | Судововишнянський № 60       | ланкова колгоспу імені Сталіна Мостиського р-ну                                                                                    |                                        |
| Собко Олександр Ілліч                 | Добромильський район     | Добромильський № 22          | начальник Львівського обласного управління зв'язку                                                                                 |                                        |
| Сокур Петро Іванович                  | Олеський район           | Заболотцівський № 77         | голова колгоспу імені Кірова села Ясенів Олеського р-ну                                                                            |                                        |
| Співакова Алла Олександрівна          | місто Львів              | Залізничний № 143            | старший інженер-конструктор Львівського машинобудівельного заводу                                                                  |                                        |
| Стахів Михайло Федорович              | Новояричівський район    | Жовтанецький № 74            | голова Новояричівського райвиконкому                                                                                               |                                        |
| Степанов Володимир Олексійович        | місто Львів              | Залізничний № 148            | машиніст депо Львів-Схід Львівської залізниці                                                                                      |                                        |
| Стефаник Семен Васильович             | Жидачівський район       | Журавненський № 34           | голова Львівського облвиконкому |                                        |
| Стратонов Анатолій Степанович         | місто Дрогобич           | Дрогобицький № 184           | голова Дрогобицького міськвиконкому                                                                                                |                                        |
| Стриєр Лейзер Вольфович               | місто Самбір             | Самбірський № 190            | завідувач Львівського обласного відділу комунального господарства                                                                  |                                        |
| Ступницький Леонід Васильович         | Нестеровський район      | Малехівський № 68            | редактор газети «Вільна Україна»                                                                                                   |                                        |
| Тихонюк Ганна Іллівна                 | Бродівський район        | Пониковицький № 8            | доярка колгоспу «Прогрес» села Гаї Бродівського р-ну                                                                               |                                        |
| Ткаченко Федір Павлович               | Івано-Франківський район | Добростанівський № 48        | завідувач відділу партійних органів Львівського обкому КПУ                                                                         |                                        |
| Ткачів Юстина Михайлівна              | Дрогобицький район       | Броницький № 29              | свинарка Передкарпатської сільськогосподарської дослідної станції села Лішня Дрогобицького р-ну                                    |                                        |
| Токмаков Євген Петрович               | Стрийський район         | Дашавський № 120             | начальник Львівського обласного управління промисловості продовольчих товарів                                                      |                                        |
| Томенко Микола Макарович              | Сокальський район        | Жвирківський № 112           | завідувач Львівського обласного відділу народної освіти                                                                            |                                        |
| Удальцов Михайло Васильович           |                          | особливий округ              | військовослужбовець |                                        |
| Утрата Марія Іванівна                 | Яворівський район        | Віжомлянський № 138          | ланкова колгоспу «Росія» села Прилбичі Яворівського р-ну                                                                           |                                        |
| Уханський Василь Кирилович            | Забузький район          | Угнівський № 42              | голова Забузького райвиконкому |                                        |
| Фіцяк Олександра Іванівна             | Старосамбірський район   | Стрільбищенський № 118       | ланкова колгоспу імені ХХІ з'їзду КПРС села Торчиновичі Старосамбірського р-ну                                                     |                                        |
| Хейлик Антоніна Данилівна             | Пустомитівський район    | Тернопільський № 88          | директор Тернопільської середньої школи Пустомитівського р-ну                                                                      |                                        |
| Хміль Марія Юріївна                   | Рудківський район        | Луківський № 98              | ланкова колгоспу «Україна» села Михайлевичі Рудківського р-ну                                                                      |                                        |
| Худоба Володимир Федорович            | Яворівський район        | Шклівський № 140             | бульдозерист Яворівської РТС Яворівського р-ну                                                                                     |                                        |
| Чайка Яків Ілліч                      | місто Львів              | Шевченківський № 170         | голова Львівського відділення Спілки художників Української РСР                                                                    |                                        |
| Чиж Ярослав Семенович                 | Золочівський район       | Підлипецький № 44            | свинар колгоспу імені Шевченка села Струтинь Золочівського р-ну                                                                    |                                        |
| Чуб Григорій Васильович               | Пустомитівський район    | Оброшинський № 86            | заступник голови Львівського облвиконкому                                                                                          |                                        |
| Чуркін Іван Кузьмич                   | Забузький район          | Червоноградський № 39        | бригадир прохідників будівельного управління № 1 шахти № 1 «Червоноградська»                                                       |                                        |
| Шахрайчук Григорій Вікторович         | місто Львів              | Залізничний № 144            | машиніст депо Львів-Захід Львівської залізниці                                                                                     |                                        |
| Шевченко Володимир Григорович         | Перемишлянський район    | Вовківський № 82             | начальник Львівського обласного управління КДБ УРСР                                                                                |                                        |
| Шеїн Степан Тихонович                 | Ходорівський район       | Бортниківський № 133         | голова колгоспу «Зоря комунізму» села Бортники Ходорівського р-ну                                                                  |                                        |
| Шиш Пантелеймон Іванович              | Стрийський район         | Яблунівський № 124           | свинар колгоспу імені Леніна села Лисятичі Стрийського р-ну                                                                        |                                        |
| Шпот Софія Іванівна                   | Кам'янсько-Бузький район | Батятичівський № 51          | бригадир комплексної бригади колгоспу імені Івана Франка села Батятичі Кам'янсько-Бузького р-ну                                    |                                        |
| Шумлянська Анеля Іванівна             | Турківський район        | Боринський № 126             | ланкова колгоспу імені Жданова Турківського р-ну                                                                                   |                                        |
| Шуфан Катерина Костянтинівна          | Добромильський район     | Новоміський № 26             | голова Раківської сільської ради Добромильського р-ну                                                                              |                                        |
| Щербак Євген Кирилович                | Бродівський район        | Лешнівський № 9              | голова Лешнівської сільської ради Бродівського р-ну                                                                                |                                        |
| Щербуха Раїса Петрівна                | Сколівський район        | Сколівський № 106            | лікар Сколівської районної лікарні                                                                                                 |                                        |
| Юристовський Михайло Ілліч            | місто Самбір             | Самбірський № 189            | бригадир Самбірського цукрового заводу                                                                                             |                                        |
| Яремко Євген Миколайович              | Кам'янсько-Бузький район | Добротвірський № 50          | слюсар теплової лабораторії Добротвірської ДРЕС Кам'янсько-Бузького р-ну                                                           |                                        |

18 березня 1961 року відбулася 1-а сесія Львівської обласної ради депутатів трудящих 8-го скликання. Головою облвиконкому обраний Стефаник Семен Васильович, 1-м заступником голови — Джугало Володимир Федорович, заступниками голови: Чуб Григорій Васильович і Петрушко Владислав Іванович. Секретарем облвиконкому обрана Кушнєрова Олександра Василівна.
Обрано Львівський облвиконком у складі 11 чоловік: Стефаник Семен Васильович — голова облвиконкому; Джугало Володимир Федорович — 1-й заступник голови облвиконкому; Чуб Григорій Васильович — заступник голови облвиконкому; Петрушко Владислав Іванович — заступник голови облвиконкому; Кушнєрова Олександра Василівна — секретар облвиконкому; Грушецький Іван Самійлович — 1-й секретар Львівського обкому КПУ; Завербний Роман Максимович — голова Львівського міськвиконкому; Лінник Зоя Архипівна — голова Львівської обласної планової комісії; Мосейчук Герасим Федорович — начальник Львівського обласного управління торгівлі; Остап'як Роман Остапович — слюсар інструментального цеху Львівського автобусного заводу; Стратонов Анатолій Степанович — голова Дрогобицького міськвиконкому.
12 січня 1963 року відбулася 8-я сесія обласної ради, на якій були утворені: Львівська обласна (промислова) рада у складі 82 депутатів та Львівська обласна (сільська) рада у складі 109 депутатів.
Обрано Львівський промисловий облвиконком у складі 11 чоловік: Коваль Федір Тихонович — голова промислового облвиконкому; Петрушко Владислав Іванович — 1-й заступник голови промислового облвиконкому; Джугало Володимир Федорович — заступник голови промислового облвиконкому; Тарнавський Ілля Євстахійович — заступник голови промислового облвиконкому, секретар Львівського промислового обкому КПУ та голова промислового комітету партійно-державного контролю; Землянко Дмитро Панасович — секретар промислового облвиконкому; Куцевол Василь Степанович — 1-й секретар Львівського промислового обкому КПУ; Лінник Зоя Архипівна — голова Львівської промислової обласної планової комісії; Мосейчук Герасим Федорович — начальник Львівського промислового обласного управління торгівлі; Остап'як Роман Остапович — слюсар інструментального цеху Львівського автобусного заводу; Ягодзінський Аполлон Григорович — голова Львівського міськвиконкому; Стратонов Анатолій Степанович — голова Дрогобицького міськвиконкому.
Обрано Львівський сільський облвиконком у складі 11 чоловік: Стефаник Семен Васильович — голова сільського облвиконкому; Чуб Григорій Васильович — 1-й заступник голови сільського облвиконкому; Гнидюк Микола Якимович — заступник голови сільського облвиконкому; Остапенко Андрій Маркіянович — заступник голови сільського облвиконкому, секретар Львівського сільського обкому КПУ та голова сільського комітету партійно-державного контролю; Кушнєрова Олександра Василівна — секретар сільського облвиконкому; Ванденко Леонід Степанович — 1-й секретар Львівського сільського обкому КПУ; Вольський Василь Григорович — директор Науково-дослідного інституту землеробства і тваринництва західних районів УРСР; Скороход Іван Кузьмич — завідувач Львівського сільського обласного фінансового відділу; Томенко Микола Макарович — завідувач Львівського обласного відділу народної освіти; Гірний Йосип Іванович — голова Бродівського райвиконкому; Новак Ольга Данилівна — завідувачка ферми колгоспу імені Шевченка селища Глиняни Золочівського р-ну.